# Eusebius van Doryleum
Eusebius van Doryleum (5e eeuw) was bisschop van Doryleum in Phrygië, het huidige Anatolië.
Eusebius is bekend geworden door zijn felle oppositie tegen Nestorius, toen deze de mariologische eretitel Theotokos weigerde en sprak over Maria als Christotokos. Op de endemische synode van Constantinopel in 448 betichtte hij Eutyches van ketterij op grond van diens vermeend monofysitische christologie. Flavianus, patriarch van Constantinopel bemiddelde vergeefs, waarop Eutyches op de synode werd geëxcommuniceerd. Eerst de "roversynode" van Efeze in 449 draaide de zaken om en rehabiliteerde Eutyches, terwijl Eusebius en Flavianus werden afgezet. Aan de chaos kwam een einde nadat Eusebius en de patriarch de hulp van paus Leo I inriepen. Deze riep een Romeinse synode bijeen om de besluiten van Efeze in 449 te verwerpen en hij riep keizer Theodosius II op een nieuw concilie te organiseren; hieraan werd uiteindelijk gevolg gegeven door Theodosius' opvolgers Pulcheria en Marcianus. De posities van zowel Eusebius als Flavianus werden hersteld door het Concilie van Chalcedon in het najaar van 451.